# Lunch van de roeiers
Lunch van de roeiers, originele Franse titel: Le déjeuner des canotiers (1880-1881), is een schilderij van de Franse impressionist Pierre-Auguste Renoir (1841-1919), olieverf op linnen, 130,2 x 175,6 cm groot. Het is een groepsportret van bekenden van de schilder in het restaurant Maison Fournaise te Chatou, aan de noordkant van de Seine, net buiten Parijs. Het is sinds 1923 in het bezit van The Phillips Collection te Washington D.C.

## Context
Rond 1880 trokken grote groepen Parijzenaars, vooral op hun vrije zondagen, 'naar buiten' om er te wandelen langs de Seine, op zoek naar licht en frisse lucht. De aanleg van nieuwe spoorwegen (op de achtergrond van het schilderij is een spoorbrug te zien), maakte dit steeds makkelijker. Van Renoirs studio in het hartje van Parijs naar het landelijke Chatou duurde zo'n trip ongeveer twintig minuten per trein. Hij reisde er in die tijd regelmatig naartoe om er te schilderen en plein air.
Het mondaine restaurant La Fournaise te Chatou was in die tijd een bekende ontmoetingsplaats van sportmannen, vooral roeiers, alsook van kunstliefhebbers. Renoir kwam er al vanaf de jaren 1860 met een vaste regelmaat. Hij verkeerde graag onder de mensen en de vrolijke bedrijvigheid van de vaak relatief jonge gasten trok hem bijzonder aan. Toen Renoir in 1880 begon aan zijn Lunch met de roeiers was hij financieel niet in goeden doen en ging hij gebukt onder een relatief gebrek aan erkenning, in elk geval wat de verkoop van zijn werk betrof. Impressionistische schilderijen brachten nog weinig op in die dagen. Een bezoek aan La Fournaise was voor hem eigenlijk alleen mogelijk op uitnodiging, hetgeen echter meermaals gebeurde. Soms betaalde hij ook met een van zijn schilderijen. Volgens zijn zoon, filmmaker Jean Renoir, waren de uitstapjes van zijn vader naar La Fournaise een soort van vlucht, weg van de beslommeringen van het povere schildersbestaan in Parijs.

## Beschrijving
Lunch met de roeiers toont een aantal bekenden van Renoir tijdens een warme zomerdag, op het balkon van restaurant La Fournaise, met op de achtergrond de rivier de Seine. Ze hebben klaarblijkelijk net geluncht en op de tafel staan nog restanten van een maaltijd, fruit, geopende flessen wijn en cognac, en diverse deels geleegde glazen.

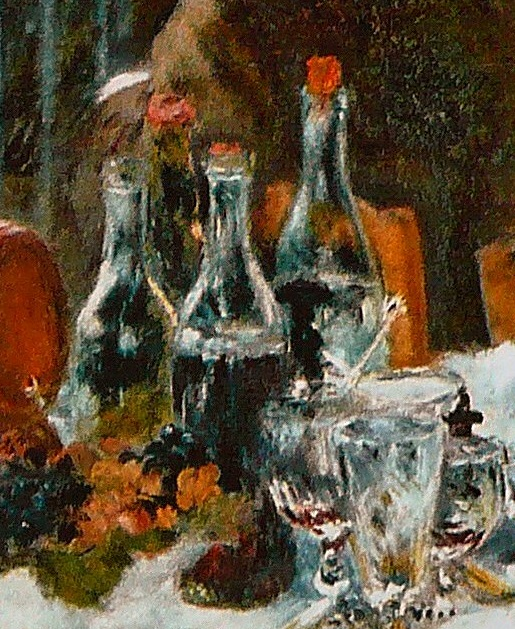
Detail: stilleven op de tafel

Geheel links, hangend tegen de balustrade, staat Alphonse Fournaise junior, zoon van de restauranteigenaar, verhuurder van boten. Geheel rechts, schrijlings over een stoel, zit Gustave Caillebotte, toen nog vooral bekend als kunsthandelaar-mecenas. Beide mannen dragen een sportieve strohoed en zijn gekleed in stoere witte roeiershemden. Caillebotte is in gesprek met Angèle Legault, een voormalige prostituee uit Montmartre die een rijke Parijzenaar huwde en zich vervolgens presenteerde als een heuse dame. Tussen hen in staat journalist Adrien Maggiolo. Achter Maggiolo staat weer een groepje van drie personen, met actrice Jeanne Samary, schilder Paul Lhote (met lichte hoed) en Pierre Lestringuèz, een vriend van Renoir.
De dame links-beneden, knuffelend met een hondje, is Aline Charigot, Renoirs latere vrouw en model, die hij toen nog maar net kende. In het midden van het doek, met bolhoed zit de oorlogsheld Baron Raoul Barbier, flirtend met Fournaises dochter Louise-Alphonsine. De vrouw rechts achter hem, drinkend aan een glas, is actrice en schildersmodel Ellen Andrée. De man met de hoge hoed op de achtergrond is de vermogende kunsthandelaar en criticus Charles Ephrussi, in gesprek met zijn secretaris, de dichter Jules Laforgue.
Het tafereel oogt luchtig en ontspannen. Zelf inmiddels bijna veertig, ouder dan de afgebeelde personen op het schilderij, geeft Renoir aan het schilderij een zekere melancholie mee, vanuit het gevoel van een voorbijgaande jeugd. Meer nog is het ook te zien als een ode aan het belang van goed gezelschap, goede gesprekken, met goed eten en goede drank. De typische atmosfeer is het wezenskenmerk van het werk, vergelijkbaar met veel verhalen van Guy de Maupassant uit die periode. Het gaat primair om het vangen van het moment, waarmee het uiteindelijk zou resulteren in de unieke weergave van een tijdsbeeld.

## Stijl en compositie
Lunch van de roeiers is een typerend voorbeeld van het Frans impressionisme, deels geschilderd 'en plein air', met losse, vloeiende penseelstreken en veel aandacht voor kleur, licht en schaduwwerking. De voornaamste lichtbron komt vanuit een opening in het balkon en reflecteert sterk op het witte tafellaken en de roeiershemden van Fournaise en Caillebotte, die daarmee een voor die tijd bijzonder vrijpostige uitstraling krijgen. De uitstraling in zijn geheel heeft iets vitaals en sensueels.

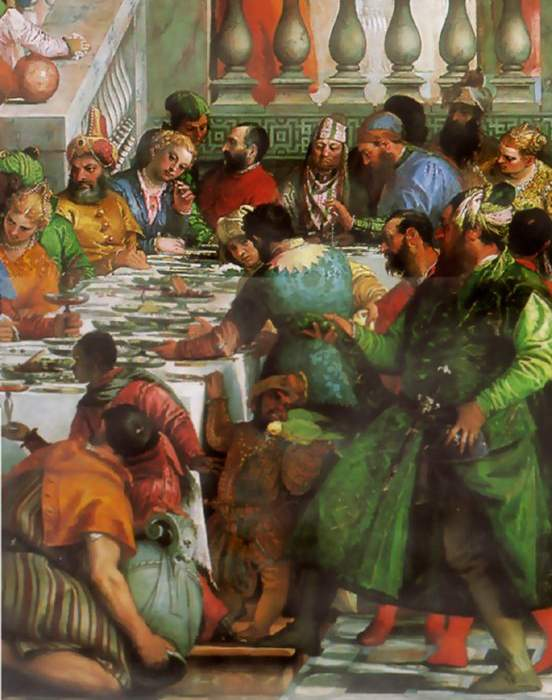
Detail van Paulo Veroneses 'De bruiloft te Kana', mogelijke inspiratie voor Renoir

Net als in zijn eerdere meesterwerk Bal du moulin de la Galette heeft Renoir ook in dit werk bijzonder veel aandacht voor de compositie. De diagonaal van de balustrade deelt het schilderij als het ware in tweeën. De helft rechts-beneden is volgepakt met figuren, linksboven wordt de achtergrond van de Seine-oever alleen doorkruist door Fournaise junior en zijn zus, die door het contrast een prominente plek in het werk krijgen. De compositie oogt in eerste instantie willekeurig maar is door Renoir met bijzonder veel aandacht uitgewerkt. Sommige kunsthistorici veronderstellen dat hij zich daarbij heeft laten inspireren door Paolo Veroneses De bruiloft te Kana (1563), dat hij kende uit het Louvre en waarvan hij een groot bewonderaar was.

## Eigenaars en restauratie
Renoir begon zijn Lunch van de roeiers te schilderen in de zomer van 1880, in de openlucht, op het balkon van La Fournaise. Hij maakte het werk in 1881 af in zijn studio te Parijs, waarmee een verandering naar een meer traditionele werkstijl wordt gemarkeerd, steeds minder in de openlucht. Enkele jaren bleef het werk vervolgens onverkocht in zijn atelier, totdat het midden jaren 1880 werd opgekocht door de bekende kunsthandelaar Paul Durand-Ruel, in een tijd dat impressionistische werken plotseling sterk in waarde toenamen. In 1923 verkocht de zoon van Durand-Ruel het werk voor 125.000 dollar aan Duncan Phillips, de grondlegger van The Phillips Collection in Washington D.C., waar het zich nog steeds bevindt.
In 1954 kwam er veel kritiek los na een restauratie van het werk, waarbij de kleuren een zekere matheid hadden gekregen. Het meesterschap van Renoir, zich altijd uitend in een groot gevoel voor de harmonie van kleurstellingen, heeft daarmee enigszins geleden, maar blijft doorheen alles nog onmiskenbaar aanwezig.